# JS Nōmi
Le JS Nōmi (のうみ) est un dragueur de mines de la Force maritime d'autodéfense japonaise (JMSDF), le quatrième navire de la classe Awaji,. Il est nommé d’après l’île de Nomi, dans la préfecture de Hiroshima. C’est le deuxième navire de guerre japonais à être nommé ainsi, mais le premier à l’époque de la JMSDF, venant après l’escorteur Nōmi de classe Mikura de la marine impériale japonaise, en 1944.

## Conception et description
Comme pour les autres dragueurs de mines de classe Awaji, la coque du Nōmi a été construite en plastique renforcé de fibres, qui a une meilleure résistance à la corrosion que les précédents dragueurs de mines à coque en bois. Cela lui confère une durée de vie opérationnelle plus longue de 10 ans que ces derniers, dont la durée de vie nominale était de 20 ans. Le Nōmi est équipé d’un système LIDAR de détection d’objets sous-marins à longue distance. Pour faciliter la détection des mines, le navire dispose d’un système de déminage non réutilisable et de systèmes sonar à profondeur variable fournis respectivement par Mitsui et Hitachi,.

## Construction et carrière
Le Nōmi a été mis en chantier le 19 mai 2021 à l’usine JMU de Yokohama Works à Tsurumi en tant que 307e dragueur de mines prévu pour l’exercice fiscal 2020. Il a été nommé et lancé le 24 octobre 2023,. Il a été mis en service le 12 mars 2025, après une période d’armement et d’essais en mer.
À la fin de sa formation, le Nōmi est affecté à la 3e escadrille de dragage de mines du district naval de Kure, ce qui permet au JS Miyajima d’être transféré à la 42e escadrille de dragage de mines, permettant à son tour au JS Naoshima de prendre sa retraite.